# Швакшты (заказник)
Шва́кшты — гидрологический заказник республиканского значения в Поставском районе Витебской области Беларуси. Основан в 1996 году с целью стабилизации гидрологического режима в бассейне реки Страча и сохранения в естественном состоянии уникального природного комплекса с популяциями редких и исчезающих видов растений и животных. Площадь заказника составляет 5603 га.
Центральный объект заказника — озёра Большие Швакшты и Малые Швакшты, котловины которых заполнены мощными биогенными отложениями высококачественных сапропелей. На территории также расположено много болот.
Рельеф местности низменный. Более 60 % территории занимают леса: сосновые (55 %), мелколиственные (28 %), ельники (17 %). Ряд растений входит в Красную книгу Республики Беларусь:  та́йники сердцевидный и яйцевидный, ладьян трёхнадрезный, ятрышник-дремлик, пололепестник зелёный, осока птиценожковая, морошка приземистая, берёза карликовая.
Фауна заказника насчитывает 129 видов наземных позвоночных. На территории гнездится 10 видов птиц, входящих в Красную книгу Белоруссии: малая чайка, обыкновенный гоголь, большая выпь, серый журавль, большой кроншнеп, болотная сова и др.
В настоящее время заказник «Швакшты» входит в состав Нарочанского национального парка.